# Belsősárd
Belsősárd község Zala vármegyében, a Lenti járásban. Közigazgatásilag a falu a rédicsi körjegyzőséghez tartozik.

## Fekvése
A Zalai-dombságban, ezen belül a Kerka-vidéken, illetve a Hetés tájegységben fekszik.
A közvetlenül határos települések: észak felől Resznek, északkelet felől Lentikápolna (Lenti része), kelet és délkelet felől Lenti, dél felől Rédics és Külsősárd, nyugat felől pedig Zalaszombatfa. A legközelebbi város Lenti, 6 kilométerre.

### Megközelítése
Csak közúton érhető el, a Rédicstől Csesztregig vezető 7418-as úton, mely a központján is végighalad dél-északi irányban. Közigazgatási területét átszeli, nagyjából ugyancsak dél-északi irányban, de a belterületétől körülbelül egy kilométerre keletre a 86-os főút is.
Vasútvonal nem érinti; a legközelebbi vasúti csatlakozási lehetőséget a Zalaegerszeg–Rédics-vasútvonal Rédics vasútállomása kínálja, körülbelül 3,5 kilométerre délre.

## Története
Belsősárd első írásos említése 1389-ből származik Sard néven mint a Bánffyak birtoka. 1644-ben a Nádasdyak, majd 1690-ben az Eszterházyak kezébe jutott.
A kisközség az alsólendvai járáshoz tartozott, azonban a trianoni békeszerződés során Magyarországnak ítélték, így fejlődése nagyban visszaesett. A megromló magyar-jugoszláv viszonyok tovább súlyosbították a helyzetet, így a lakosság nagy része elköltözött. A lakosság elöregedett, ám a falu az 1990-es években több infrastrukturális fejlesztést is végrehajtott, így vonzóvá válhat a jövőben.

## Közélete

### Polgármesterei
- 1990–1994: Kulcsár Farkas (független)[4]
- 1994–1998: ifj. Nagy Ferenc (független)[5]
- 1998–2002: Vida József (független)[6]
- 2002–2006: Vida József (független)[7]
- 2006–2010: Vida József (független)[8]
- 2010–2014: Vida József (független)[9]
- 2014–2019: Vida József (független)[10]
- 2019–2024: Vida József (független)[11]
- 2024– : Rákosné Vida Anikó Mária (független)[1]

A településen a 2024. június 9-i önkormányzati választás után, a polgármester-választás tekintetében nem lehetett eredményt hirdetni, mert szavazategyenlőség alakult ki a hivatalban lévő faluvezető, Vida József és egyetlen, független kihívója, Rákosné Vida Anikó Mária között. Az emiatt szükségessé vált időközi választást 2024. szeptember 22-én tartották meg, jóval magasabb részvételi arány ellett, ami Rákosné számára kedvezett.

## Gazdasága
Belsősárd a Lenti "Szabadság" Vadásztársasághoz tartozik a vadászati jogok terén.

## Népesség
A település népességének változása:
| Lakosok száma | 97   | 92   | 94   | 95   | 83   | 87   | 86   |
|               | 2013 | 2014 | 2015 | 2021 | 2022 | 2023 | 2024 |

A 2011-es népszámlálás idején a nemzetiségi megoszlás a következő volt: magyar 94%, német 3,96%. A lakosok 78,9%-a római katolikusnak, 3,1% felekezeten kívülinek vallotta magát (17,9% nem nyilatkozott).
2022-ben a lakosság 97,6%-a vallotta magát magyarnak, 1,2% németnek, 1,2% egyéb, nem hazai nemzetiségűnek (1,2% nem nyilatkozott; a kettős identitások miatt a végösszeg nagyobb lehet 100%-nál). Vallásuk szerint 74,7% volt római katolikus, 2,4% református, 1,2% evangélikus, 2,4% egyéb katolikus (19,3% nem válaszolt).